# 日本カイロプラクターズ協会
一般社団法人日本カイロプラクターズ協会（にほんカイロプラクターズきょうかい、英語: Japanese Association of Chiropractors、略称：JAC）は、東京都港区に本部を置くカイロプラクティック業界の民間団体である。カイロプラクティックの国際的な職業団体である世界カイロプラクティック連合（WFC）に、日本の代表団体として加盟している。

## 概要
- 代表者 - 会長 高柳師門[1]
- 会員数 - 420名（2016年1月現在）[2]
- 名誉会長 赤松正雄（元厚生労働副大臣・元衆議院議員）[3]
- 本部 - 東京都港区西新橋3-24-5

## 沿革
- 1998年3月 - 設立。
- 1999年 - WFCの日本の代表団体となる。
- 2006年 - 有限責任中間法人として活動。
- 2008年12月 - 法改正に伴い、一般社団法人として活動。
- 2018年 - 日本カイロプラクティック科学学会を設立。
- 2021年4月 - 内閣官房新型コロナウイルス感染症対策推進室-業種別ガイドライン一覧にカイロプラクティックオフィスにおける新型コロナウイルス感染症(COVID-19)対策ガイドラインが掲載[4]。

## 目的
WFCが承認するわが国で唯一の会員組織としての自覚に基づき、正しいカイロプラクティックの普及と業界の発展を図り、国民の健康に寄与することを目的とする。

## 会員
正会員は、カイロプラクティック教育評議会（CCE;Council on Chiropractic Education）の基準に基づく教育プログラムを修了した者、または、JACが承認したカイロプラクティック標準化プログラム（CSC）、安全教育プログラムを修了した者で構成される。

## カイロプラクター
WFCでは、資格が法制化されていない国における「カイロプラクター」という名称の使用基準を以下のように定めている。JACはこの基準を実践し、資格の法制化を目指している。

## 見解など
名誉会長の赤松正雄はその著書で、厚生労働省政務官の答弁について「安全性の重視ばかりにこだわる従来通りの消極姿勢に終始した国会答弁」「カイロの安全性と有効性という二つの命題を整理、整頓せよとのこちらの姿勢を意識しながらも、結局は従来通りの安全性重視というありきたりの態度に安住し、有効性を探ることは棚上げしてしまう、まことに残念な答弁」と厚生労働省の姿勢を批判している。
カイロプラクティックの健康被害を報告した、消費者庁による「法的な資格制度がない医業類似行為の手技による施術は慎重に」に対しては、通達の内容が架空の被害報告ではない、カイロプラクティックの名称を用いる施術者の教育背景を明らかにする、施術者が用いる手技と患者の訴える被害の間に因果関係がある、の三点が検証されていないなどとして公表に反対している。